# España Vaciada (partido político)
España Vaciada es un partido político español inscrito en el Registro del Ministerio del Interior el 30 de septiembre de 2021. Su nombre deriva del término acuñado para referirse a las provincias rurales y en gran parte despobladas del interior de España; la llamada España vaciada.

## Ideología
España Vaciada se define a sí mismo como un partido cuyos principales ideales son el regionalismo, el provincialismo, el localismo, el pragmatismo, el desarrollo sostenible, el ruralismo y la lucha contra la despoblación. Algunos de sus miembros apoyan el federalismo.
Su posición en el espectro político es la transversalidad y aspira a ser un partido bisagra.

## Historia
Está inspirado en el éxito de Teruel Existe, agrupación de electores que concurrió a las elecciones generales de noviembre de 2019 que se ha integrado en este partido. Se registró como partido político el 30 de septiembre de 2021. En noviembre de 2021 se confirmó que más de 160 colectivos y asociaciones de unas 30 provincias españolas se comprometieron a finalizar la plataforma electoral antes de la primavera de 2022.
Se presentó a sus primeras elecciones en las elecciones a las Cortes de Castilla y León de 2022, presentando candidatura en las provincias de Valladolid, Palencia, Salamanca y Burgos. En la provincia de Soria se presentó por separado el partido Soria ¡Ya!.

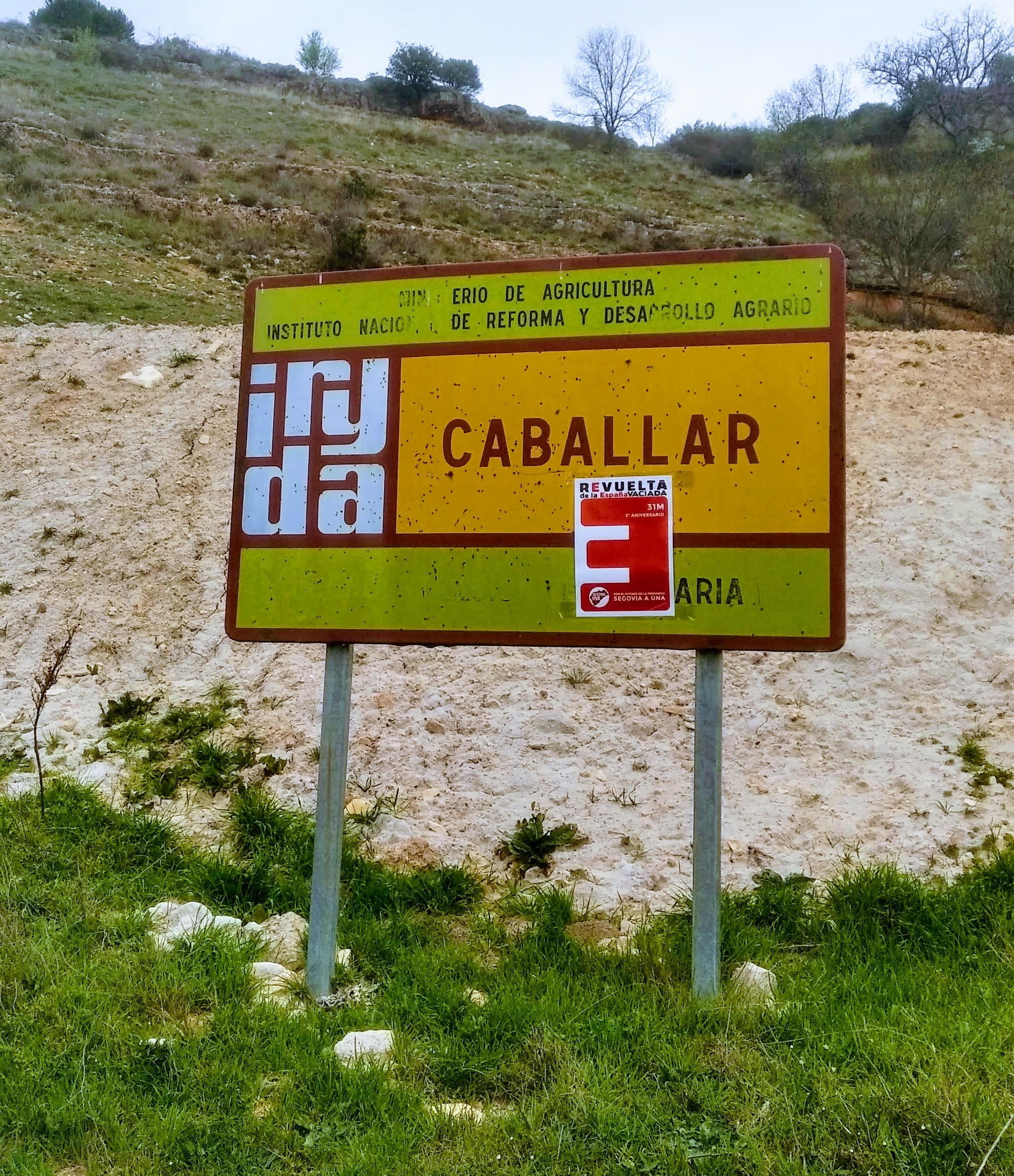
Cartel de Plataforma Segovia Viva, incorporada en España Vaciada, a la entrada de Caballar, provincia de Segovia

## Elecciones a las Cortes de Castilla y León de 2022

### España Vaciada

#### Provincia de Palencia
- España Vaciada
  - Candidato/a: Nieves Trigueros
  - Escaños: 0
  - Votos: 2.363 (#6)
  - porcentaje: 2,79%

#### Provincia de Salamanca
- España Vaciada
  - Candidato/a: Verónica Santos
  - Escaños: 0
  - Votos: 3.219 (#6)
  - porcentaje: 1,91%

#### Provincia de Valladolid
- España Vaciada
  - Candidato/a: Cristina Blanco
  - Escaños: 0
  - Votos: 4.423 (#6)
  - porcentaje: 1,6%

#### Provincia de Burgos
- Vía Burgalesa
  - Candidato/a: Joserra González
  - Escaños: 0
  - Votos: 9.650 (#5)
  - porcentaje: 5,57%

## Elecciones generales de España de 2023
España Vaciada se presenta en las circunscripciones electorales de Salamanca, Palencia, León, Valladolid, Asturias, Toledo y La Rioja. De forma separada a este partido político, lo hizo el partido Soria ¡Ya! en la provincia de Soria. En el caso de Teruel, Zaragoza y Huesca, este partido concurrió en la coalición denominada Coalición Existe junto a Teruel Existe y Aragón Existe; y en Burgos se presentó en coalición con el Partido Castellano-Tierra Comunera.
- Resultados por provincia 2023
  - León - 0 - 486 (#8) - 0,18 %
  - Palencia - 0 - 384 (#6) - 0,40 %
  - Salamanca - 0 - 1.062 (#5) - 0,53 %
  - Valladolid - 0 - 1.226 (#5) - 0,39 %